# Circolo Canottieri Napoli 2016-2017

## Rosa 2016-2017
| N° |                   | Ruolo | Giocatore                     |
| -- | ----------------- | ----- | ----------------------------- |
| 1  | Italia (bandiera) | P     | Manuel Rossa                  |
| 13 | Italia (bandiera) | P     | Gabriele Vassallo             |
| 2  | Italia (bandiera) | D     | Fabrizio Buonocore (Capitano) |
| 12 | Italia (bandiera) | D     | Umberto Esposito              |
| 3  | Italia (bandiera) | D     | Antonio Maccioni              |
| 9  | Italia (bandiera) | D     | Matteo Gitto                  |
| 10 | Italia (bandiera) | CV    | Alessandro Velotto            |

| N° |                   | Ruolo | Giocatore          |
| -- | ----------------- | ----- | ------------------ |
| 8  | Italia (bandiera) | A     | Eduardo Campopiano |
| 4  | Italia (bandiera) | A     | Gaetano Baviera    |
| 5  | Italia (bandiera) | A     | Alex Giorgetti     |
| 7  | Italia (bandiera) | A     | Vincenzo Dolce     |
| 14 | Italia (bandiera) | A     | Massimo Di Martire |
| 6  | Italia (bandiera) | CB    | Biagio Borrelli    |
| 11 | Italia (bandiera) | CB    | Fabio Baraldi      |

### Staff
- Allenatore:  Paolo Zizza
- Assistente:  Vincenzo Massa
- Team Manager:  Mario Morelli
- Consigliere:  Gianpaolo Tartaro
- Preparatore Atletico:  Nicola Agosti-Ivan Milione
- Medico sociale:  Elio Picardi
- Addetto stampa:  Rosario Mazzitelli
- Fisioterapista:  Daniele Palermo

## Mercato 2016-17
| Acquisti | Acquisti       | Acquisti    |
| R.       | Nome           | da          |
| -------- | -------------- | ----------- |
| CV       | Vincenzo Dolce | Posillipo   |
| CV       | Matteo Gitto   | Acquachiara |
| A        | Alex Giorgetti | Pro Recco   |

| Cessioni | Cessioni                | Cessioni                      |
| R.       | Nome                    | a                             |
| -------- | ----------------------- | ----------------------------- |
| P        | Pasquale Turiello       | Zurich Barbato Cesport Italia |
| CV       | Massimiliano Migliaccio | Salerno                       |
| CV       | Giuliano Mattiello      | Posillipo                     |
| A        | Darko Brguljan          | Waspo Hannover                |
| A        | Luigi Di Costanzo       | Zurich Barbato Cesport Italia |